# Be (entreprise)
Pour les articles homonymes, voir Be.
Be Incorporated est une société informatique disparue en 2001. Créée en 1990 par Jean-Louis Gassée, ancien dirigeant d'Apple, elle lance en 1995 un nouvel ordinateur appelé BeBox fonctionnant avec le système d'exploitation BeOS. 
Après avoir rendu le système d'exploitation disponible pour Macintosh, Be cesse la fabrication de la BeBox en 1996. Le système fut par la suite également adapté au PC.
À la suite de l'échec de Copland, Apple a alors besoin de changer en peu de temps de système d'exploitation. Elle décida de racheter une entreprise avec son savoir-faire. Après de longues hésitations, le choix se porta sur NeXT et donc sur Steve Jobs. Be Inc. tente ensuite de se reconvertir dans les « network appliances » en lançant une version allégée de BeOS appelée BeIA destinée aux « network computers ».
Devant l'échec de cette stratégie, la société est rachetée par Palm en août 2001, afin que les qualités multimédias de BeOS viennent enrichir Palm OS.